# HD 92589
HD 92589，又名CD-35 6646，SAO 201631、HR 4183，是一颗恒星，视星等为6.37，位于銀經275.16，銀緯19.99，其B1900.0坐标为赤經10h 36m 17.5s，赤緯-35° 19.99′ 11″。